# Galia Przedalpejska

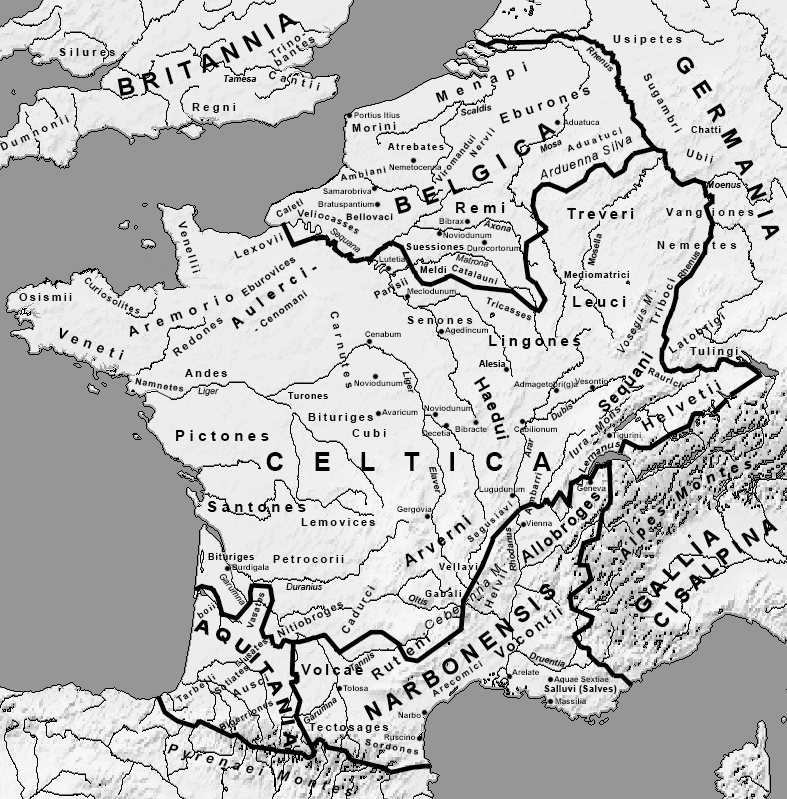
Mapa Galii ok. 58 p.n.e

Galia Przedalpejska (łac. Gallia Cisalpina – Galia po tej stronie Alp) – część Galii leżąca na południe od Alp. Jej tereny zamieszkiwali Galowie, którzy wdarli się tam w VII w. p.n.e., zagrażając m.in. młodemu Rzymowi (legenda o gęsiach kapitolińskich z IV w p.n.e).
Została zdobyta przez Rzym w latach 20. III w. p.n.e., aczkolwiek ostatnie niezależne plemiona galijskie na tych terenach podbite zostały w 192 r. p.n.e. po zakończeniu II wojny punickiej. Stanowiła prowincję rzymską od ok. 81 r. p.n.e. do 42 r. p.n.e., kiedy została administracyjnie włączona do Italii.
Termin ten początkowo odnosił się jedynie do terenów zamieszkanych przez plemiona galijskie:
- Galia Przedpadańska
- Galia Zapadańska.

Jednak z czasem został rozszerzony także na przyległe terytoria przedalpejskie, których nie zamieszkiwali Italikowie ani Galowie:
- Istria
- Liguria
- Venetia.